# Badminton under sommer-OL 2012 (damesingle)
Kvindernes singleturnering i badminton under sommer-OL 2012 fandt sted 28. juli til 4. august på Wembley Arena. Trækningen blev udført den 23. juli.  46 udøvere fra 42 nationer deltog.
Finalen stod mellem den store stjerne Wang Yihan og det nye stjerneskud Li Xuerui, begge fra Kina. Li vandt finalen 2-1 i sæt og blev dermed olympisk mester i sit første OL.

## Format
Turneringen begynder med indledende kampe: udøverne splittes op i grupper og spiller mod de andre udøvere i sine egne grupper. De 16 gruppevindere kvalificerer sig til næste del af turneringen, som er standard knockout-format.

## Seedet
| 1. Wang Yihan (CHN) 2. Wang Xin (CHN) 3. Li Xuerui (CHN) 4. Saina Nehwal (IND) 5. Tine Baun (DEN) 6. Juliane Schenk (GER) 7. Cheng Shao-chieh (TPE) 8. Sung Ji-hyun (KOR) | 1. Ratchanok Intanon (THA) 2. Tai Tzu-ying (TPE) 3. Bae Youn-joo (KOR) 4. Sayaka Sato (JPN) 5. Gu Juan (SIN) 6. Yao Jie (NED) 7. Petya Nedelcheva (BUL) 8. Pi Hongyan (FRA) |

## Resultater

### Slutspil
| Ottendedelsfinaler | Ottendedelsfinaler        | Ottendedelsfinaler | Ottendedelsfinaler | Ottendedelsfinaler |  |    | Kvartfinaler           | Kvartfinaler       | Kvartfinaler | Kvartfinaler | Kvartfinaler |  |  | Semifinaler | Semifinaler        | Semifinaler | Semifinaler | Semifinaler |
|                    |                           |                    |                    |                    |  |    |                        |                    |              |              |              |  |  |             |                    |             |             |             |
| A1                 | Wang Yihan (CHN)          | 15                 | 21                 | 21                 |  |    |                        |                    |              |              |              |  |  |             |                    |             |             |             |
| B1                 | Bae Youn-joo (KOR)        | 21                 | 14                 | 14                 |  |    | A1                     | Wang Yihan (CHN)   | 21           | 21           |              |  |  |             |                    |             |             |             |
| C1                 | Cheng Shao-chieh (TPE)    | 21                 | 21                 |                    |  | C1 | Cheng Shao-chieh (TPE) | 14                 | 11           |              |              |  |  |             |                    |             |             |             |
| D1                 | Gu Juan (SIN)             | 18                 | 10                 |                    |  |    |                        |                    |              |              |              |  |  | A1          | Wang Yihan (CHN)   | 21          | 21          |             |
| E1                 | Saina Nehwal (IND)        | 21                 | 21                 |                    |  |    |                        |                    |              |              |              |  |  | E1          | Saina Nehwal (IND) | 13          | 13          |             |
| F1                 | Yao Jie (NED)             | 14                 | 16                 |                    |  |    | E1                     | Saina Nehwal (IND) | 21           | 22           |              |  |  |             |                    |             |             |             |
| G1                 | Tine Baun (DEN)           | 14                 |                    |                    |  | G1 | Tine Baun (DEN)        | 15                 | 20           |              |              |  |  |             |                    |             |             |             |
| H1                 | Sayaka Sato (JPN)         | 15r                |                    |                    |  |    |                        |                    |              |              |              |  |  |             |                    |             |             |             |
| I1                 | Pi Hongyan (FRA)          | 21                 | 12                 | 16                 |  |    |                        |                    |              |              |              |  |  |             |                    |             |             |             |
| J1                 | Yip Pui Yin (HKG)         | 13                 | 21                 | 21                 |  |    | J1                     | Yip Pui Yin (HKG)  | 12           | 20           |              |  |  |             |                    |             |             |             |
| K1                 | Tai Tzu-ying (TPE)        | 16                 | 21                 |                    |  | L1 | Li Xuerui (CHN)        | 21                 | 22           |              |              |  |  |             |                    |             |             |             |
| L1                 | Li Xuerui (CHN)           | 21                 | 23                 |                    |  |    |                        |                    |              |              |              |  |  | L1          | Li Xuerui (CHN)    | 22          | 21          |             |
| M1                 | R. Inthanon (THA)         | 21                 | 21                 |                    |  |    |                        |                    |              |              |              |  |  | P1          | Wang Xin (CHN)     | 20          | 18          |             |
| N1                 | Juliane Schenk (GER)      | 16                 | 15                 |                    |  |    | M1                     | R. Inthanon (THA)  | 21           | 18           | 14           |  |  |             |                    |             |             |             |
| O1                 | Adriyanti Firdasari (INA) | 15                 | 8                  |                    |  | P1 | Wang Xin (CHN)         | 17                 | 21           | 21           |              |  |  |             |                    |             |             |             |
| P1                 | Wang Xin (CHN)            | 21                 | 21                 |                    |  |    |                        |                    |              |              |              |  |  |             |                    |             |             |             |

### Gruppespil

#### Gruppe A
| Udøver            | K | V | T | SV | ST | P |
| ----------------- | - | - | - | -- | -- | - |
| Wang Yihan (CHN)  | 0 | 0 | 0 | 0  | 0  | 0 |
| Michelle Li (CAN) | 0 | 0 | 0 | 0  | 0  | 0 |

| 30July, 21:05    | 30July, 21:05 | 30July, 21:05     |
| Udøver 1         | Score         | Udøver 2          |
| ---------------- | ------------- | ----------------- |
| Wang Yihan (CHN) |               | Michelle Li (CAN) |

#### Gruppe B
| Udøver                 | K | V | T | SV | ST | P |
| ---------------------- | - | - | - | -- | -- | - |
| Bae Youn-joo (KOR)     | 0 | 0 | 0 | 0  | 0  | 0 |
| Tee Jing Yi (MAS)      | 0 | 0 | 0 | 0  | 0  | 0 |
| Agnese Allegrini (ITA) | 0 | 0 | 0 | 0  | 0  | 0 |

| Udøver 1           | Score           | Udøver 2               |
| 28. juli, 20:30    | 28. juli, 20:30 | 28. juli, 20:30        |
| ------------------ | --------------- | ---------------------- |
| Bae Youn-joo (KOR) |                 | Tee Jing Yi (MAS)      |
| 30. juli, 20:45    |                 |                        |
| Tee Jing Yi (MAS)  |                 | Agnese Allegrini (ITA) |
| 31. juli, 21:09    |                 |                        |
| Bae Youn-joo (KOR) |                 | Agnese Allegrini (ITA) |

#### Gruppe C
| Udøver                 | K | V | T | SV | ST | P |
| ---------------------- | - | - | - | -- | -- | - |
| Cheng Shao-chieh (TPE) | 0 | 0 | 0 | 0  | 0  | 0 |
| Neslihan Yigit (TUR)   | 0 | 0 | 0 | 0  | 0  | 0 |
| Simone Prutsch (AUT)   | 0 | 0 | 0 | 0  | 0  | 0 |

| Udøver 1               | Score           | Udøver 2             |
| 28. juli, 20:15        | 28. juli, 20:15 | 28. juli, 20:15      |
| ---------------------- | --------------- | -------------------- |
| Neslihan Yigit (TUR)   |                 | Simone Prutsch (AUT) |
| 30. juli, 13:09        |                 |                      |
| Cheng Shao-chieh (TPE) |                 | Neslihan Yigit (TUR) |
| 31. juli, 12:30        |                 |                      |
| Cheng Shao-chieh (TPE) |                 | Simone Prutsch (AUT) |

#### Gruppe D
| Udøver                 | K | V | T | SV | ST | P |
| ---------------------- | - | - | - | -- | -- | - |
| Gu Juan (SIN)          | 0 | 0 | 0 | 0  | 0  | 0 |
| Victoria Na (AUS)      | 0 | 0 | 0 | 0  | 0  | 0 |
| Monika Fašungová (SVK) | 0 | 0 | 0 | 0  | 0  | 0 |

| Udøver 1          | Score           | Udøver 2               |
| 29. juli, 20:30   | 29. juli, 20:30 | 29. juli, 20:30        |
| ----------------- | --------------- | ---------------------- |
| Gu Juan (SIN)     |                 | Monika Fašungová (SVK) |
| 30. juli, 21:09   |                 |                        |
| Victoria Na (AUS) |                 | Monika Fašungová (SVK) |
| 31. juli, 21:05   |                 |                        |
| Gu Juan (SIN)     |                 | Victoria Na (AUS)      |

#### Gruppe E
| Udøver               | K | V | T | SV | ST | P |
| -------------------- | - | - | - | -- | -- | - |
| Saina Nehwal (IND)   | 0 | 0 | 0 | 0  | 0  | 0 |
| Sabrina Jaquet (SUI) | 0 | 0 | 0 | 0  | 0  | 0 |
| Lianne Tan (BEL)     | 0 | 0 | 0 | 0  | 0  | 0 |

| Udøver 1             | Score           | Udøver 2             |
| 28. juli, 18:30      | 28. juli, 18:30 | 28. juli, 18:30      |
| -------------------- | --------------- | -------------------- |
| Sabrina Jaquet (SUI) |                 | Lianne Tan (BEL)     |
| 29. juli, 13:42      |                 |                      |
| Saina Nehwal (IND)   |                 | Sabrina Jaquet (SUI) |
| 31. juli, 20:17      |                 |                      |
| Saina Nehwal (IND)   |                 | Lianne Tan (BEL)     |

#### Gruppe F
| Udøver                    | K | V | T | SV | ST | P |
| ------------------------- | - | - | - | -- | -- | - |
| Yao Jie (NED)             | 0 | 0 | 0 | 0  | 0  | 0 |
| Ragna Ingólfsdóttir (ISL) | 0 | 0 | 0 | 0  | 0  | 0 |
| Akvile Stapušaityte (LTU) | 0 | 0 | 0 | 0  | 0  | 0 |

| Udøver 1                  | Score           | Udøver 2                  |
| 29. juli, 12:30           | 29. juli, 12:30 | 29. juli, 12:30           |
| ------------------------- | --------------- | ------------------------- |
| Yao Jie (NED)             |                 | Akvile Stapušaityte (LTU) |
| 30. juli, 19:09           |                 |                           |
| Ragna Ingólfsdóttir (ISL) |                 | Akvile Stapušaityte (LTU) |
| 31. juli, 20:54           |                 |                           |
| Yao Jie (NED)             |                 | Ragna Ingólfsdóttir (ISL) |

#### Gruppe G
| Udøver                     | K | V | T | SV | ST | P |
| -------------------------- | - | - | - | -- | -- | - |
| Tine Baun (DEN)            | 0 | 0 | 0 | 0  | 0  | 0 |
| Anastasia Prokopenko (RUS) | 0 | 0 | 0 | 0  | 0  | 0 |
| Kamila Augustyn (POL)      | 0 | 0 | 0 | 0  | 0  | 0 |

| Udøver 1                   | Score           | Udøver 2                   |
| 28. juli, 21:05            | 28. juli, 21:05 | 28. juli, 21:05            |
| -------------------------- | --------------- | -------------------------- |
| Anastasia Prokopenko (RUS) |                 | Kamila Augustyn (POL)      |
| 30. juli, 19:05            |                 |                            |
| Tine Baun (DEN)            |                 | Anastasia Prokopenko (RUS) |
| 31. juli, 12:30            |                 |                            |
| Tine Baun (DEN)            |                 | Kamila Augustyn (POL)      |

#### Gruppe H
| Udøver                | K | V | T | SV | ST | P |
| --------------------- | - | - | - | -- | -- | - |
| Sayaka Sato (JPN)     | 0 | 0 | 0 | 0  | 0  | 0 |
| Susan Egelstaff (GBR) | 0 | 0 | 0 | 0  | 0  | 0 |
| Maja Tvrdy (SLO)      | 0 | 0 | 0 | 0  | 0  | 0 |

| Udøver 1              | Score           | Udøver 2              |
| 28. juli, 12:30       | 28. juli, 12:30 | 28. juli, 12:30       |
| --------------------- | --------------- | --------------------- |
| Susan Egelstaff (GBR) |                 | Maja Tvrdy (SLO)      |
| 29. juli, 13:05       |                 |                       |
| Sayaka Sato (JPN)     |                 | Maja Tvrdy (SLO)      |
| 31. juli, 14:19       |                 |                       |
| Sayaka Sato (JPN)     |                 | Susan Egelstaff (GBR) |

#### Gruppe I
| Udøver            | K | V | T | SV | ST | P |
| ----------------- | - | - | - | -- | -- | - |
| Pi Hongyan (FRA)  | 0 | 0 | 0 | 0  | 0  | 0 |
| Hadia Hosny (EGY) | 0 | 0 | 0 | 0  | 0  | 0 |
| Chloe Magee (IRL) | 0 | 0 | 0 | 0  | 0  | 0 |

| Udøver 1          | Score           | Udøver 2          |
| 28. juli, 19:09   | 28. juli, 19:09 | 28. juli, 19:09   |
| ----------------- | --------------- | ----------------- |
| Pi Hongyan (FRA)  |                 | Hadia Hosny (EGY) |
| 29. juli, 19:09   |                 |                   |
| Hadia Hosny (EGY) |                 | Chloe Magee (IRL) |
| 31. juli, 18:30   |                 |                   |
| Pi Hongyan (FRA)  |                 | Chloe Magee (IRL) |

#### Gruppe J
| Udøver                     | K | V | T | SV | ST | P |
| -------------------------- | - | - | - | -- | -- | - |
| Sung Ji-hyun (KOR)         | 0 | 0 | 0 | 0  | 0  | 0 |
| Yip Pui Yin (HKG)          | 0 | 0 | 0 | 0  | 0  | 0 |
| Sara Blengsli Kværnø (NOR) | 0 | 0 | 0 | 0  | 0  | 0 |

| Udøver 1           | Score           | Udøver 2                   |
| 28. juli, 19:44    | 28. juli, 19:44 | 28. juli, 19:44            |
| ------------------ | --------------- | -------------------------- |
| Sung Ji-hyun (KOR) |                 | Sara Blengsli Kværnø (NOR) |
| 29. juli, 14:19    |                 |                            |
| Yip Pui Yin (HKG)  |                 | Sara Blengsli Kværnø (NOR) |
| 30. juli, 13:05    |                 |                            |
| Sung Ji-hyun (KOR) |                 | Yip Pui Yin (HKG)          |

#### Gruppe K
| Udøver                 | K | V | T | SV | ST | P |
| ---------------------- | - | - | - | -- | -- | - |
| Tai Tzu-ying (TPE)     | 0 | 0 | 0 | 0  | 0  | 0 |
| Anu Nieminen (FIN)     | 0 | 0 | 0 | 0  | 0  | 0 |
| Victoria Montero (MEX) | 0 | 0 | 0 | 0  | 0  | 0 |

| Udøver 1           | Score           | Udøver 2               |
| 28. juli, 13:09    | 28. juli, 13:09 | 28. juli, 13:09        |
| ------------------ | --------------- | ---------------------- |
| Anu Nieminen (FIN) |                 | Victoria Montero (MEX) |
| 30. juli, 12:30    |                 |                        |
| Tai Tzu-ying (TPE) |                 | Anu Nieminen (FIN)     |
| 31. juli, 13:05    |                 |                        |
| Tai Tzu-ying (TPE) |                 | Victoria Montero (MEX) |

#### Gruppe L
| Udøver               | K | V | T | SV | ST | P |
| -------------------- | - | - | - | -- | -- | - |
| Li Xuerui (CHN)      | 0 | 0 | 0 | 0  | 0  | 0 |
| Carolina Marín (ESP) | 0 | 0 | 0 | 0  | 0  | 0 |
| Claudia Rivero (PER) | 0 | 0 | 0 | 0  | 0  | 0 |

| Udøver 1             | Score           | Udøver 2             |
| 28. juli, 13:44      | 28. juli, 13:44 | 28. juli, 13:44      |
| -------------------- | --------------- | -------------------- |
| Li Xuerui (CHN)      |                 | Claudia Rivero (PER) |
| 29. juli, 19:05      |                 |                      |
| Li Xuerui (CHN)      |                 | Carolina Marín (ESP) |
| 30. juli, 18:30      |                 |                      |
| Carolina Marín (ESP) |                 | Claudia Rivero (PER) |

#### Gruppe M
| Udøver                   | K | V | T | SV | ST | P |
| ------------------------ | - | - | - | -- | -- | - |
| Ratchanok Inthanon (THA) | 0 | 0 | 0 | 0  | 0  | 0 |
| Thilini Jayasinghe (SRI) | 0 | 0 | 0 | 0  | 0  | 0 |
| Telma Santos (POR)       | 0 | 0 | 0 | 0  | 0  | 0 |

| Udøver 1                 | Score           | Udøver 2                 |
| 29. juli, 21:44          | 29. juli, 21:44 | 29. juli, 21:44          |
| ------------------------ | --------------- | ------------------------ |
| Ratchanok Inthanon (THA) |                 | Thilini Jayasinghe (SRI) |
| 30. juli, 13:42          |                 |                          |
| Thilini Jayasinghe (SRI) |                 | Telma Santos (POR)       |
| 31. juli, 13:42          |                 |                          |
| Ratchanok Inthanon (THA) |                 | Telma Santos (POR)       |

#### Gruppe N
| Udøver                  | K | V | T | SV | ST | P |
| ----------------------- | - | - | - | -- | -- | - |
| Juliane Schenk (GER)    | 0 | 0 | 0 | 0  | 0  | 0 |
| Larisa Griga (UKR)      | 0 | 0 | 0 | 0  | 0  | 0 |
| Kristina Gavnholt (CZE) | 0 | 0 | 0 | 0  | 0  | 0 |

| Udøver 1             | Score           | Udøver 2                |
| 28. juli, 20:52      | 28. juli, 20:52 | 28. juli, 20:52         |
| -------------------- | --------------- | ----------------------- |
| Juliane Schenk (GER) |                 | Kristina Gavnholt (CZE) |
| 29. juli, 19:44      |                 |                         |
| Larisa Griga (UKR)   |                 | Kristina Gavnholt (CZE) |
| 30. juli, 20:17      |                 |                         |
| Juliane Schenk (GER) |                 | Larisa Griga (UKR)      |

#### Gruppe O
| Udøver                    | K | V | T | SV | ST | P |
| ------------------------- | - | - | - | -- | -- | - |
| Petya Nedelcheva (BUL)    | 0 | 0 | 0 | 0  | 0  | 0 |
| Adriyanti Firdasari (INA) | 0 | 0 | 0 | 0  | 0  | 0 |
| Alesia Zaitsava (BLR)     | 0 | 0 | 0 | 0  | 0  | 0 |

| Udøver 1                  | Score           | Udøver 2                  |
| 29. juli, 18:30           | 29. juli, 18:30 | 29. juli, 18:30           |
| ------------------------- | --------------- | ------------------------- |
| Petya Nedelcheva (BUL)    |                 | Alesia Zaitsava (BLR)     |
| 30. juli, 20:30           |                 |                           |
| Adriyanti Firdasari (INA) |                 | Alesia Zaitsava (BLR)     |
| 31. juli, 19:05           |                 |                           |
| Petya Nedelcheva (BUL)    |                 | Adriyanti Firdasari (INA) |

#### Gruppe P
| Udøver          | K | V | T | SV | ST | P |
| --------------- | - | - | - | -- | -- | - |
| Wang Xin (CHN)  | 0 | 0 | 0 | 0  | 0  | 0 |
| Rena Wang (USA) | 0 | 0 | 0 | 0  | 0  | 0 |

| 30. juli, 20:30 | 30. juli, 20:30 | 30. juli, 20:30 |
| Udøver 1        | Score           | Udøver 2        |
| --------------- | --------------- | --------------- |
| Wang Xin (CHN)  |                 | Rena Wang (USA) |